# 岬村 (福岡県)
岬村（みさきむら）は、福岡県宗像郡にあった村。現在の宗像市の一部にあたる。

## 地理
湯川山の西麓に位置していた。
- 島嶼：地島

## 歴史

### 沿革
- 1889年（明治22年）4月1日 - 宗像郡鐘崎村、上八村、地島村が合併して村制施行し、岬村が設立[1][2]。村名は鐘崎村に決められたが岬町に変更された[1]。
- 1951年（昭和26年）2月26日 - 村内で天然痘患者が発生[3]。
- 1955年（昭和30年）4月1日 - 宗像郡神湊町、田島村、池野村と合併し玄海町を新設して廃止された[1][2]。

### 地名の由来
鐘崎の原義「鐘の岬」からか。

## 産業
農業、漁業。